# Panzerzug Gromobój
Der Panzerzug Gromobój (deutsch: Gewitter) war ein improvisierter polnischer Panzerzug aus der Zeit des Polnisch-Ukrainischen Krieges von 1918 bis 1919.

## Geschichte
Auf Initiative von Eisenbahnern aus Zagórz begannen im November 1918 bei der Fabryka Wagonów i Maszyn (deutsch: Maschinen- und Waggonfabrik) in Sanok die Arbeiten an der Lokomotive und den ersten Wagen. Die Leitung der Arbeiten hatte zu der Zeit der Hauptmann Jan Sluszkiewicz inne. Unter ihm arbeiteten 150 Arbeiter und fünf Ingenieure. Für den Zug wurde eine Dampflokomotive der österreichischen kkStB-Reihe 229 gewählt, die nach dem Ersten Weltkrieg auf dem nun polnischen Staatsgebiet in Galizien verblieben war.
Nach der Fertigstellung wurde die Lokomotive mit den ersten Wagen nach Krakau überführt, weiter gepanzert und mit weiteren gepanzerten Wagen zusammengestellt. Der polnische Panzerzug PP 6 Gromobój wurde am 8. Dezember 1918 in Krakau in Dienst gestellt.

## Technische Daten

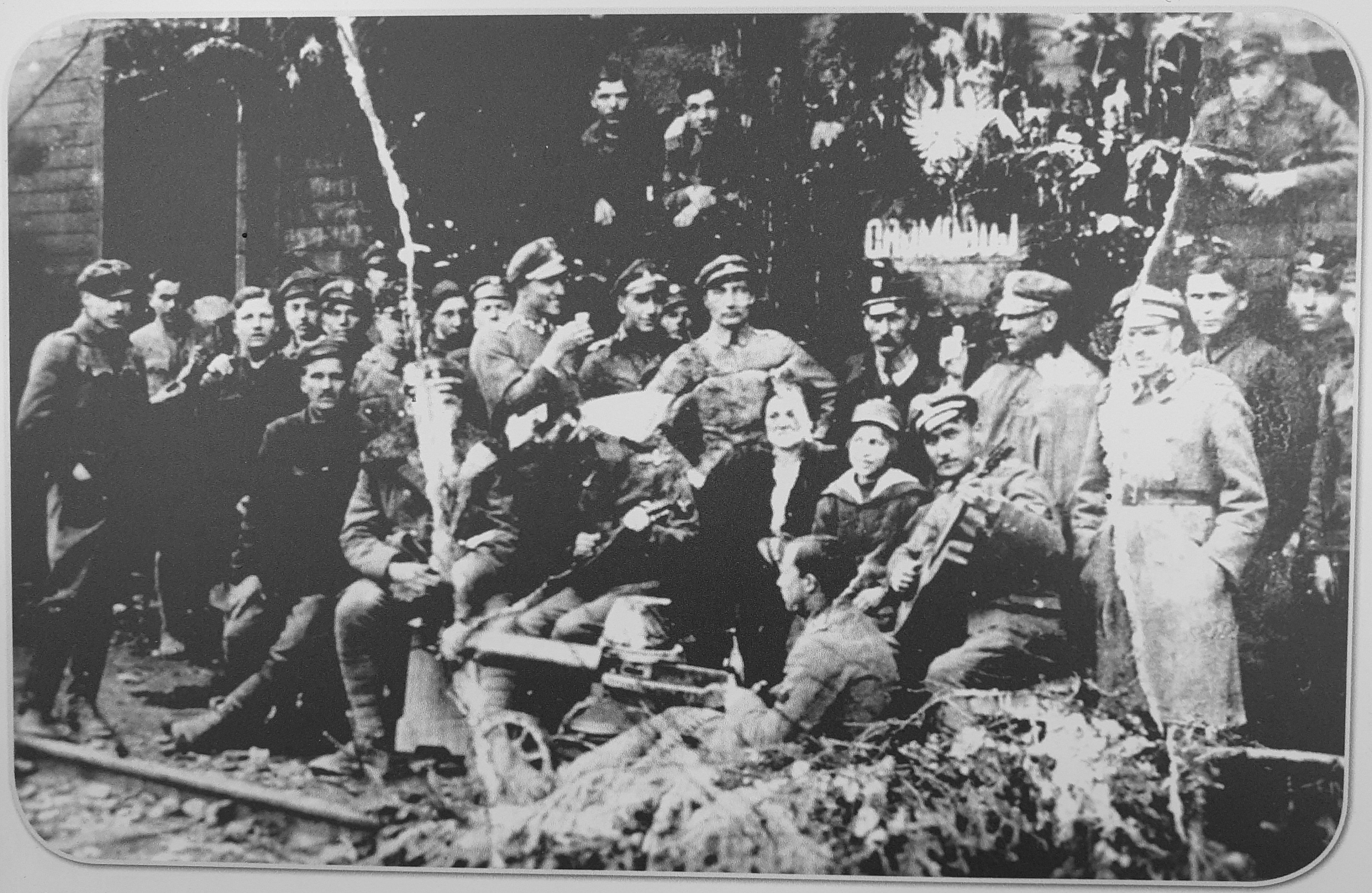
Soldaten des 3. Sanok-Schützenbataillons vor einem der Mannschaftswagen.

Die grundlegenden Eigenschaften der Lokomotive waren ähnlich der nicht gepanzerten Ausführung der kkStB 229. Die zusätzlich angebrachte Panzerung an der Lokomotive war zwischen 10 und 15 mm stark. Die ersten beiden Räder wurden ebenso durch Panzerplatten verdeckt wie der Antriebsmechanismus. Die Rauchkammertür war nicht geschützt, da wegen des vorangestellten Wagens die Trefferwahrscheinlichkeit sehr gering war.
Der Zug selbst wurde oftmals umgegliedert und beschädigte Wagen wurden ausgegliedert, repariert und wieder eingegliedert. Die Grundausrüstung des Panzerzuges bestand aus zwei Vorläuferwagen oder auch Abstoßwagen (eine genauere Definition der Ausstattung dieser beiden Wagen kann nicht vorgenommen oder auf Bildern erkannt werden), zwei Artilleriewagen sowie zwei Mannschaftswagen. Ein MG- und Kanonenwagen befand sich unmittelbar vor der Lokomotive, der zweite lief am Ende des Zuges mit. Ausgerüstet waren diese beiden Wagen jeweils mit vier Maschinengewehren (zwei an jeder Seite) in festen Lafetten. Die Kanone war eine Armaty 8 cm M. 94, welche in Festungen und Panzertürmen verwendet wurde. Sie befand sich in einem Panzerturm auf dem Dach des Wagens vom Typ Jke 670-420. Die zwei Infanterie-Mannschaftswagen liefen direkt hinter der Lokomotive mit. In den Fabriken in Nowy Sącz wurden die meisten gepanzerten Wagen hergestellt.

## Einsatz
Der erste Kampfeinsatz des Panzerzuges fand im Januar 1919 in der Nähe des Eisenbahnknotenpunktes bei Zagórz unter dem Kommando von Leutnant Buczny statt. Die Besatzung der Lokomotive bestand aus dem Lokführer Wladyslaw Filar und den beiden Heizern Gustaw Fiolek und Stanislaw Marmon. Am 7. Februar 1919 eroberte ein Bataillon des 18. Infanterieregiments mit Unterstützung einer Batterie Haubitzen aus Jasień und dem Panzerzug Gromobój die Dörfer Bandrów Narodowy und Daszówka. Zur Zeit der Eingliederung der Republik Komańcza patrouillierte der Panzerzug auf der heutigen Bahnstrecke Nowy Zagórz–Łupków.
Man stellte fest, dass ein Panzerzug zum Anfang der Kämpfe beeindruckend und furchteinflößend wirkte, jedoch bei Rückzugskämpfen sehr schwer wieder Anschluss an die eigenen Reihen bekam, da feindlich kontrollierte Eisenbahnstrecken nicht einfach umgangen werden konnten. Aus diesem Grund wurde der Zug am 8. August 1919 aus dem aktiven Dienst genommen. Die Lokomotive wurde danach beim Panzerzug Nr. 8 Wilk erneut verwendet.
Nach dem Zweiten Weltkrieg erhielt die frühere 229.29 von den PKP die neue Nummer OKl 12-4. Im Jahr 1955 wurde die Lokomotive von den PKP ausgemustert und verschrottet.

## Gedenkplakette

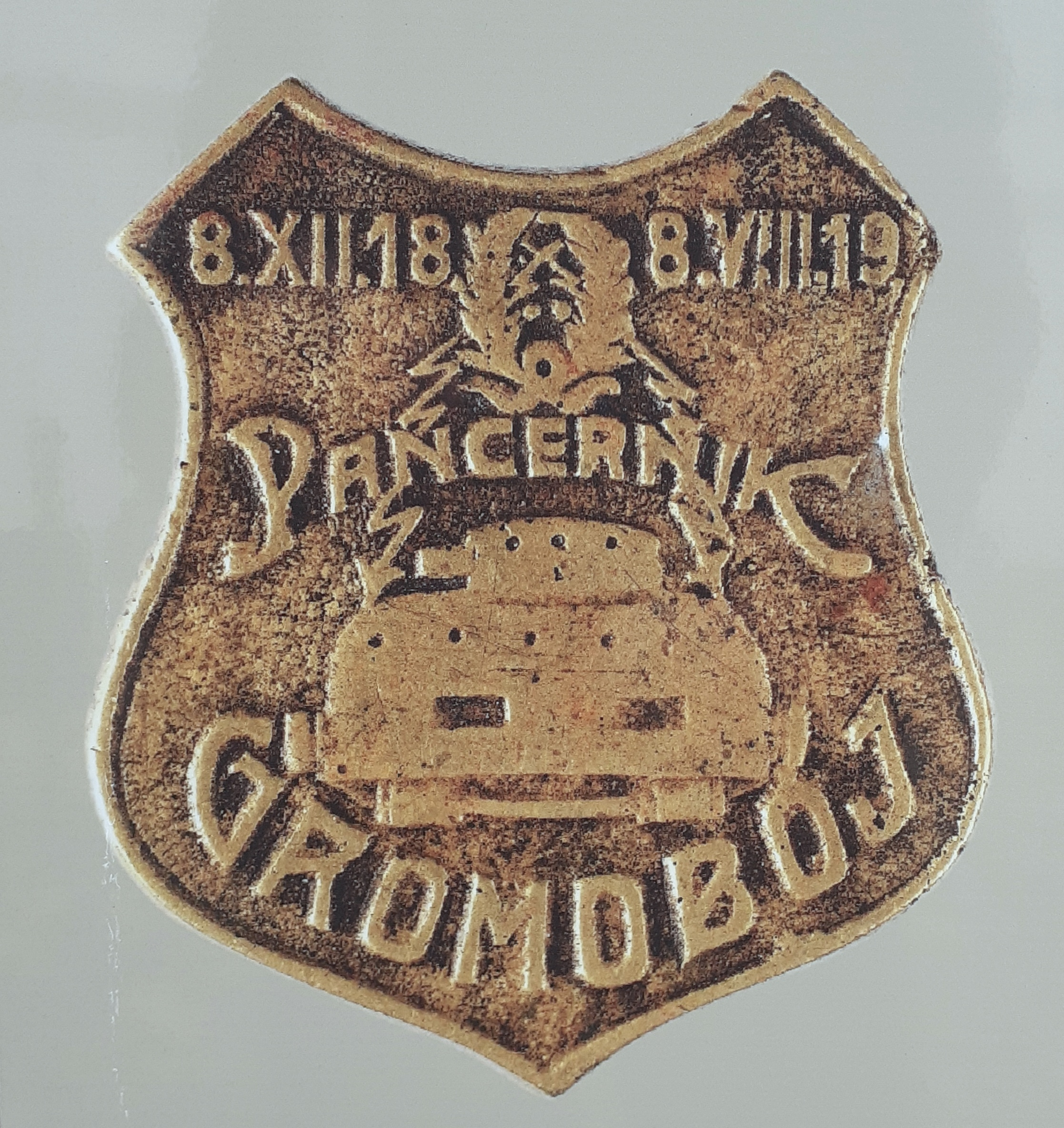
Die Gedenkplakette zum Panzerzug Gromobój.

Zum Gedenken an den Einsatz des Panzerzuges und seiner Besatzung wurde ein Abzeichen in Form eines Wappenschildes aus Leichtbronze gefertigt. Dieses wurde beidseitig versilbert, leicht oxidiert und dann minimal gewölbt. Oben wurde das Datum der Indienststellung und das Datum der Außerdienststellung in arabischen und römischen Zahlen eingraviert (8. XII. 18 und 8. VIII. 19). Zwischen den beiden Daten gab es einen Lorbeerkranz, aus dem in jede Richtung jeweils Blitze hervorkamen. In der Mitte gab es den Schriftzug Pancernik mit einem darunter abgebildeten, von vorn gezeigten MG- und Kanonenwagen. Darunter stand der Name des Panzerzuges Gromoboj.